# Karl Wigand
Karl Wolrad Ludwig Wigand (auch Carl) (* 21. Juni 1782 in Korbach; † 14. Januar 1844 ebenda) war ein deutscher Arzt und Bürgermeister von Korbach.
Wigand war der Sohn des Hofrates Justus Friedrich Wigand (1739–1789) und dessen Ehefrau Luise Dorothee Elisabeth, geborene von Wilmovsky (1755–1827). Die alteingesessene Familie Wigand hatte in der Vergangenheit mehrfach die Bürgermeister in Korbach gestellt. Er studierte seit 1810 Medizin an der Universität Gießen und wurde zum Dr. med. promoviert. 1816 heiratete er Friederike Bunsen (1796–1860), die Schwester des Diplomaten Christian Karl Josias von Bunsen. Er lebte als praktischer Arzt in Korbach. Von 1823 bis 1825 und erneut in den Jahren 1828 bis 1832 war er Bürgermeister von Korbach. In dieser Funktion war er Waldeckischer Landstand.
Sein Sohn Wilhelm Theodor Friedrich Wolrad Wigand (1822–1874) war praktizierender Arzt in Korbach. Er beschloss den Stamm seiner Familie in Korbach.